# Euphyia brunneainfuscata
Euphyia brunneainfuscata är en fjärilsart som beskrevs av Silbernagel 1943. Euphyia brunneainfuscata ingår i släktet Euphyia och familjen mätare. Inga underarter finns listade i Catalogue of Life.